# Bella Mai
Mai Thị Hồng Dung (sinh năm 1993) nghệ danh Bella Mai, là một hoa hậu, diễn viên người Việt Nam. Năm 2017, cô đoạt danh hiệu Á hậu 1 tại cuộc thi Hoa hậu Du lịch Hoàn vũ thế giới.

## Tiểu sử
Bella Mai tên đầy đủ là Mai Thị Hồng Dung, sinh năm 1993 tại xã Nghĩa Thắng, huyện Tư Nghĩa, tỉnh Quảng Ngãi, trong một gia đình có sáu người con. Cô vốn xuất thân là vận động viên boxing và giành Huy chương đồng toàn quốc ở bộ môn này. Sau khi tốt nghiệp trường Đại học Sân khấu Điện ảnh TP.HCM, Bella Mai nhận được sự chú ý của nhiều đạo diễn. Cô tham gia một số bộ phim như Mặn hơn muối, Vòng tròn tội ác.

## Sự nghiệp

### Hoa hậu Bản sắc Việt toàn cầu 2016
Năm 2016, Bella Mai tham gia cuộc thi Hoa hậu Bản sắc Việt Toàn cầu và lọt vào Top 40 thí sinh tham gia vòng chung kết.

### Hoa hậu Du lịch Hoàn vũ 2017
Năm 2017, Bella Mai đại diện Việt Nam tham gia Hoa hậu Du lịch Hoàn vũ Thế giới và xuất sắc giành ngôi vị Á hậu 1 cùng giải thưởng phụ Miss Tourism Asia.

## Danh sách phim

### Video âm nhạc
| Năm  | Bài hát        | Ca sĩ     | Tác giả     |
| ---- | -------------- | --------- | ----------- |
| 2018 | Yêu nhầm người | Khắc Việt | Lê Bảo Bình |

### Phim truyền hình
| Năm  | Tựa phim                               | Vai diễn   | Đạo diễn           | Kênh       | Nguồn |
| ---- | -------------------------------------- | ---------- | ------------------ | ---------- | ----- |
| 2014 | Trả giá                                | Phượng     | Đinh Đức Liêm      | Let's Viet |       |
| 2014 | Đường chân trời                        | Hà         | Minh Trương        | HTV9       |       |
| 2014 | Nhà không có mẹ chồng                  | Ngân       | Lê Lộc             | HTV7       |       |
| 2014 | Mùa oải hương năm ấy                   | An Nhiên   | Bảo Nhân & NAMCITO | Yeah1TV    |       |
| 2014 | Đại ca U70                             | Hạnh       | Phi Tiến Sơn       | VTV1       |       |
| 2015 | Hương Quê                              | Uyên       | Nguyễn Duy Linh    | THVL1      |       |
| 2015 | Tết tết tết                            | Phấn       | Lê Lộc             | SCTV14     |       |
| 2015 | Cung đường bí ẩn                       | Oanh       | Quách Khoa Nam     | SCTV14     |       |
| 2015 | Gỡ rối tơ lòng                         | Nga        | Xuân Cường         | Let's Viet |       |
| 2015 | Mặn hơn muối                           | Nguyệt     | Nhâm Minh Hiền     | HTV7       |       |
| 2016 | Người cha phú quý / Ngũ long công chúa | Thọ        | Xuân Phước         | THVL1      |       |
| 2016 | Mai anh đào                            | Ái         | Nhâm Minh Hiền     | SCTV14     |       |
| 2016 | Sông phố nhà ghe                       | Giang Xuân | Trần Ngọc Phong    | TodayTV    |       |
| 2017 | Màu thứ 8 của tình yêu                 | Đào        | Nguyễn Mạnh Hà     | SCTV14     |       |
| 2017 | Lồng son                               | Linh       | Hồ Thanh Tuấn      | HTV9       |       |
| 2018 | Nếu còn có ngày mai                    | Duyên      | Hoàng Tuấn Cường   | VTV3       |       |
| 2018 | Mật mã hoa hồng vàng                   | Bích       | Quách Khoa Nam     | THVL1      |       |
| 2018 | Gạo nếp gạo tẻ                         | Lam        | Võ Thạch Thảo      | HTV2       |       |
| 2018 | Cung đường tội lỗi                     | Minh Châu  | Hoàng Tuấn Cường   | VTV3       |       |
| 2018 | Ngày mai bình yên                      | Phương Mai | Thái Trình         | HTV9       |       |
| 2019 | Vòng tròn tội ác                       | Tiên       | Huỳnh Đông         | SCTV14     |       |
| 2019 | Lời nguyền Domino                      | Cúc        | Nhâm Minh Hiền     | SCTV14     |       |
| 2019 | Nước mắt loài cỏ dại                   | Hường      | Hoàng Tuấn Cường   | VTV3       |       |
| 2020 | Những nàng dâu nổi loạn                | Thư Dung   | Xuân Phước         | VTV3       |       |
| 2020 | Yêu trong đau thương                   | Hương Thảo | Chu Thiện          | VTV3       |       |
| 2022 | Trà táo đỏ (phần 2)                    | Sơn Nữ     | Chu Thiện          | THVL1      |       |
| 2022 | Mặt trời khuyết                        | Vân Anh    | Đặng Minh Quốc     | SCTV14     |       |
| 2023 | Lụa                                    | Huyền Anh  | Trần Đức Long      | HTV7       |       |
| 2024 | Tết sum vây                            | Châu       | Dương Quang Hùng   | THVL1      |       |
| 2025 | Chợ tết tình quê                       | Phụng      | Quách Khoa Nam     | THVL1      |       |

### Phim điện ảnh
| Năm  | Tựa phim         | Vai diễn | Đạo diễn       | Nguồn |
| ---- | ---------------- | -------- | -------------- | ----- |
| 2013 | Săn đàn ông      |          | Võ Quốc Thành  |       |
| 2015 | Thám tử HênRy    |          | Tấn Beo        |       |
| 2017 | Oán              | Nhi      | Huỳnh Đông     |       |
| 2018 | Đích tôn độc đắc | Ngọc Lan | Trần Ngọc Giàu |       |